# La Nature
La Nature (în română: Natura) a fost o revistă în limba franceză înființată în 1873 de omul de știință și aventurierul francez Gaston Tissandier și care avea ca scop popularizarea științei. Un rol important în realizarea revistei l-a avut Albert Tissandier, fratele fondatorului, care i-a alocat o cantitate enormă de timp și efort, fiind autor și al mai multor articole.

## Evoluție

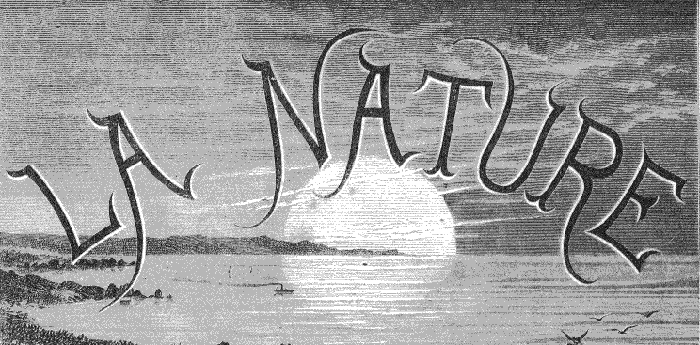
Logo-ul folosit de la primul număr al revistei La Nature, 1873.

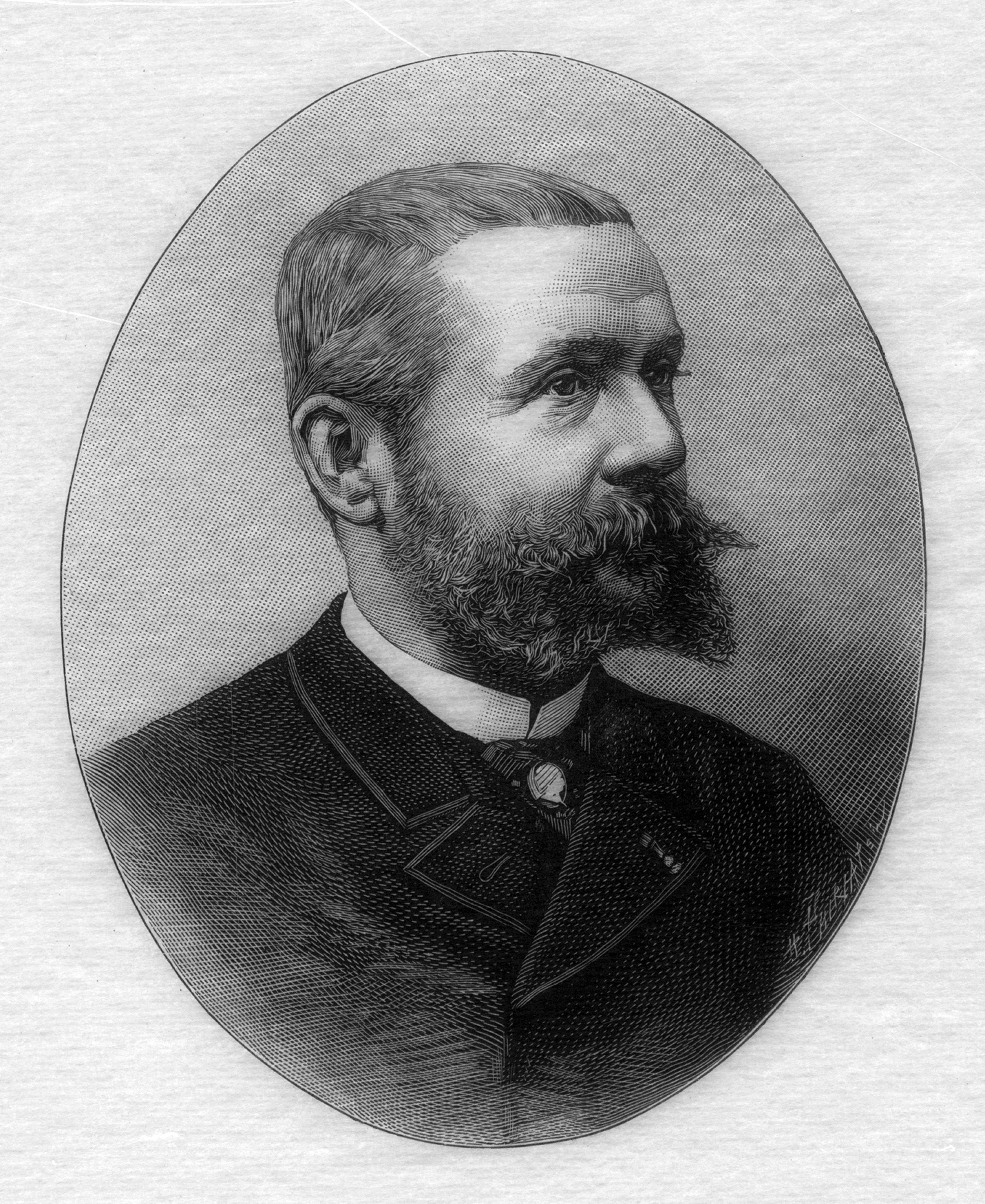
Gaston Tissandier, fondatorul revistei La Nature.

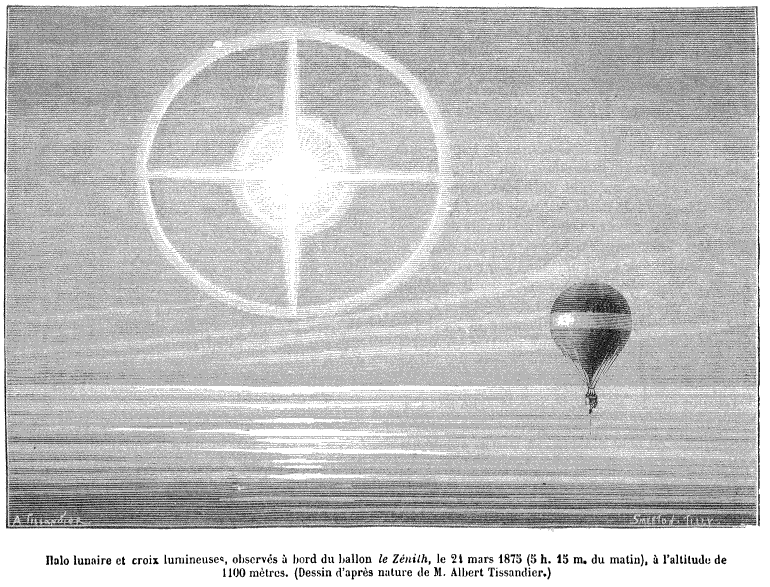
Halou lunar și cruce luminoasă, desen realizat de Albert Tissandier. A apărut în La Nature în 1875

### Începutul
Primul număr anual a apărut în perioada 1873-1914 la începutul lunii decembrie, iar cel de-al doilea semestru începea cu primul număr din iunie. Începând din 1915, anul de publicare al revistei La Nature a fost sincronizat cu anul calendaristic. 
Revistă săptămânală până în anii 1920, ea a devenit mai întâi bilunară și apoi lunară în 1948. 

### Al Doilea Război Mondial
În timpul celui de-al Doilea Război Mondial, La Nature a fost publicată intermitent. Prima întrerupere în publicarea ei a durat de la 15 septembrie la 15 decembrie 1939, iar în cursul anului 1940 au fost publicate doar șase numere. În 1941 au apărut 12 numere, pe data de 15 a fiecărei luni. A urmat o altă perioadă de întrerupere în publicarea revistei, apărând doar 26 de numere între 1942 și 1945. Revista a revenit la apariția bilunară interbelică în 1945.

### Schimbări de nume și fuziune
În 1961, La Nature și-a schimbat numele în La Nature Science Progrès (titlu tradus vag Revista Nature: Progrese în știință), apoi, în 1963, în Science Progrès La Nature (Progrese în știință: Revista Nature) înainte de a deveni Science Progrès Découverte (Progrese în descoperirile științifice) în 1969. În cele din urmă, în 1972, La Nature a fuzionat cu revista științifică La Recherche, care apare și în prezent.

## Redactori-șefi
Următoarele persoane au îndeplinit funcția de redactor-șef al revistei:
- Gaston Tissandier
- Henri de Parville
- E. A. Martel
- Jules Laffargue
- L. de Launay
- André Troller
- Paul Ostoya (1957-1969)